# Bluefields (Nicaragua)
Bluefields ist die Hauptstadt der autonomen Region Costa Caribe Sur an der Karibikküste des mittelamerikanischen Staates Nicaragua; man nennt die Region auch nach den Ureinwohnern Miskitoküste. Die Stadt zählt 45.547 Einwohner (Stand 2005). Nur noch etwa 3 % von ihnen sind Miskitos.
Das municipio Bluefields umfasst 4.638 km².

## Geschichte
Der Ort Bluefields geht auf eine Piratensiedlung zurück. Sie wurde 1601 erstmals in Dokumenten erwähnt. Später wurde sie nach dem holländischen Freibeuter Abraham Blauvelt (auch „Bleeveldt“ oder „Blaauwveldt“ geschrieben) benannt.
1740 besetzte ein britisches Marinekommando die Bucht von Bluefields. Fortan betrachteten die Briten Bluefields als ihr „Protektorat“. Dabei überließen sie dessen Verwaltung weitgehend einem „König“ der Miskito von britischen Gnaden.
1844 beauftragten Prinz Carl von Preußen und Fürst Otto Victor I. von Schönburg-Waldenburg drei Emissäre zu erkunden, ob die Gegend um Bluefields für die Anlage eine Kolonie geeignet sei. 1846 kamen 107 Kolonisten aus Königsberg nach Bluefields, doch ihr Ansiedlungsversuch im nach Prinz Carl, dem Sohn von Fürst Otto Victor, benannten Carlstadt scheiterte: Ein Großteil der Ansiedler erlag tropischen Krankheiten; die Überlebenden zogen weiter in andere Kolonien. Daraufhin bewog Fürst Otto Victor I. von Schönburg-Waldenburg die Herrnhuter Brüdergemeine, dort eine Mission zu beginnen. 1849 trafen Heinrich Pfeiffer und Johann Lundberg, die beiden ersten Missionare, ein. Die in Bluefields Moravian Brethren genannten Herrnhuter prägten die religiöse, kulturelle und in Teilen auch die wirtschaftliche Entwicklung des Ortes bis weit ins frühe 20. Jahrhundert.
Unter der Berufung darauf, dass einst die gesamte Karibikküste Mittelamerikas zu Spanien gehört hatte, erklärte sich das seit 1838 unabhängige Nicaragua für dessen Rechtsnachfolger und erhob Anspruch auf Bluefields und die Miskitoküste insgesamt. 1860 einigten sich Großbritannien und Nicaragua im Vertrag von Managua darauf, das Gebiet formal dem Staatsgebiet Nicaraguas zuzuweisen; dessen innere Autonomie sollte jedoch gewahrt bleiben.
Im Februar 1894 besetzten jedoch Truppen Nicaraguas die Stadt. Daraufhin rückten britische Truppen ein, was wiederum die US-Regierung bewog, „zum Schutze der berechtigten Interessen“ der US-Bürger Bluefields von Marines besetzen zu lassen. Den USA schien es einfacher, die wirtschaftliche Kontrolle über die Gegend zu gewinnen, wenn diese zu einem (schwachen) Nicaragua gehören würde, als wenn die Briten im Wege stünden. Angesichts der Übermacht der USA mussten die Briten im Folgejahr (1895) klein beigeben. Damit fiel Bluefields auch faktisch an Nicaragua. Am 11. Oktober 1903 verlieh Präsident José Santos Zelaya dem Ort das Stadtrecht.
1913 wurde in Bluefields ein Apostolisches Vikariat der römisch-katholischen Kirche errichtet, welches im Jahr 2017 zum Bistum Bluefields erhoben wurde. Dessen Hauptkirche ist die Kathedrale Nuestra Señora del Rosario.
Bis 1986 war die Stadt die Hauptstadt der Provinz Zelaya, die in jenem Jahr in die Autonomen Regionen Atlántico Sur und Atlántico Norte geteilt wurde (seit 2015 Costa Caribe Sur und Costa Caribe Norte).

## Verkehr

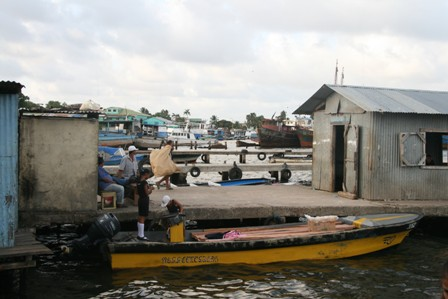
Bluefields port

Eine durchgehende Landverbindung zur 383 km entfernten Hauptstadt Managua existierte bis 2019 nicht. Die Anreise aus der Hauptstadt erfolgte entweder per Lufttaxi oder zunächst mit dem Bus bis El Rama und von dort per Boot auf dem Rio Escondido nach Bluefields. 2019 wurde eine durchgehende Straßenverbindung über Nueva Guinea zum Rest des Landes eröffnet.

## Sprache
Die Amtssprache in Bluefield ist Spanisch, jedoch ist die Muttersprache der Einheimischen kreolisches Englisch (Mískito Coast Creole, auch Nicaragua Creole English). 85 % der Bewohner der Region Costa Caribe Sur sind zweisprachig.

## Bildungseinrichtungen
- Colegio Moravo (secundaria)
- Instituto ‘Cristóbal Colón’

## Städtepartnerschaften
- Racine, Wisconsin, USA

## Persönlichkeiten
- Barbara Carrera (* 1945), US-amerikanische Schauspielerin und Model
- Harry E. Brautigam Ortega (1948–2008), Ökonom und Bankpräsident